# Митт, Павел Владимирович
Митт Павел Владимирович (22.12.1892 г. Владивосток — 21.04.1916 г. Гатчина) — участник Первой мировой войны, артиллерист, лётчик, прапорщик Русской армии, кавалер трёх боевых орденов.

## Биография
Родился 22 декабря 1892 года во Владивостоке в дворянской семье. Отец — Владимир Мартынович Митт ветеринарный врач. Мать — Елизавета Карловна Митт (урождённая Гольденштедт) дочь известного во Владивостоке ученого-агронома и общественного деятеля Карла Георгиевича Гольденштедта, основателя знаменитого на Дальнем Востоке имения Новогеоргиевское на полуострове Де Фриз.
В 1911 году Павел Митт окончил Владивостокскую мужскую гимназию при Восточном институте. В тот же год поступил на механическое отделение Санкт-Петербургского политехнического института. Через год, достигнув призывного возраста, Митт не стал просить отсрочку, полагавшеюся студентам, а отправился отбывать воинскую повинность. Получив предписание, вольноопределяющийся 1-го разряда Павел Митт прибыл во Владивосток и был зачислен в 7-ю роту 4-го крепостного артиллерийского полка сначала канониром, потом переведён в бомбардиры. За время службы, пройдя подготовку в специальной учебной команде, и успешно сдав экзамены, получил звание прапорщика. Выйдя в запас, вернулся в Санкт-Петербург и продолжил учёбу в политехническом институте.
В самом начале Первой мировой войны в августе 1914 года Павел Митт ушёл «охотником» (добровольцем) в армию. По личному заявлению прапорщик Митт был направлен в 1-й тяжелый дивизион артиллерии в Новогеоргиевской крепости (по удивительному совпадению крепость на слиянии рек Вислы и Нарева в Российской империи с 1834 года называлась Новогеоргиевской, так же. как и фамильное имении Митта под Владивостоком). 8 месяцев прапорщик Павел Митт воевал на передовой на Юго-Западном фронте. За это время был награждён тремя боевыми орденами. Все награды, выполненные из драгоценных металлов, Митт отдаёт в фонд помощи голодающим, сохранив себе только удостоверения к этим орденам.
В одном из боёв в мае 1915 года батарея прапорщика П. Митта попали под газовую атаку неприятеля. Павлу предстояло длительное лечение в тылу. Но он вновь пишет личное заявление с просьбой оставит его в действующей армии. Начальство пошло навстречу офицеру и определило Митта на должность начальника связи дивизиона. Оказавшись не на передовой, Павел вновь подаёт прошение, на этот раз — направить его в авиацию. С учётом того, что за время обучения в Петербургском политехническом институте студент Митт прошел подготовку на Теоретических курсах авиации (ЦГИА СПб. ф. 478, опись 3, дело 4402 (а)), он был направлен в Гатчинскую авиационную школу. За короткое время Павел Митт стал одним из лучших курсантов школы и сдал экзамен на звание «Военного лётчика»
15 апреля 1916 года состоялось бракосочетание Павла Владимировича Митта со своей землячкой, жительницей Владивостока, Ниной Юльевной Бринер, с которой они были знакомы с детских лет. Но семейная жизнь продлилась только шесть дней.
21 апреля 1916 года, выполняя тренировочный полёт на аэроплане Фарман, прапорщик Митт попал в воздушную яму. Аппарат перевернулся, лётчику удалось выровнять машину, но из-за сильного порыва ветра самолёт перевернулся вторично. Пилота выбросило из кабины. Павел Владимирович Митт разбился. Он был похоронен со всеми воинскими почестями на Гатчинском кладбище. Родственники добились разрешения на перезахоронение тела на родине. 3 июля 1916 года Павла Митта похоронили на родовом кладбище в Новогеоргиевском имении на полуострове Де Фриз рядом с могилой деда.

## Награды
Орден Святой Анны 4-й степени с надписью «За храбрость»
Орден Святого Станислава 3-й степени с мечами и бантом
Орден Святой Анны 3-й степени с мечами и бантом